# 이중 조음
이중 조음(二重 調音)은 조음 위치가 다른 두 자음을 동시에 발음하는 것을 말한다.

## 국제 음성 기호
- [ŋ͡m] - 양순 연구개 비음
- [k͡p] - 무성 양순 연구개 파열음
- [ɡ͡b] - 유성 양순 연구개 파열음
- [ɧ] - 무성 후치경 연구개 마찰음
- [ʍ] - 무성 양순 연구개 접근음
- [w] - 양순 연구개 접근음
- [ɥ] - 양순 경구개 접근음

## 같이 보기
- 무성 양순 경구개 접근음